# Memória semicondutora
Memória semicondutora é um dispositivo semicondutor eletrônico digital usado para armazenamento de dados digitais, como memória de computador. Normalmente se refere a dispositivos nos quais os dados são armazenados em células de memória semicondutoras de óxido metálico (MOS) em um chip de memória de circuito integrado de silício. Existem vários tipos diferentes que usam diferentes tecnologias de semicondutores. Os dois principais tipos de memória de acesso aleatório (RAM) são a RAM estática (SRAM), que usa vários transistores por célula de memória, e a RAM dinâmica (DRAM), que usa um transistor e um capacitor MOS por célula. Memória não volátil (como EPROM, EEPROM e memória flash) utiliza células de memória de porta flutuante, que consistem em um único transistor de porta flutuante por célula.
A maioria dos tipos de memória semicondutora tem a propriedade de acesso aleatório, o que significa que leva a mesma quantidade de tempo para acessar qualquer local da memória, de modo que os dados podem ser acessados com eficiência em qualquer ordem aleatória. Desde 2017, as vendas de chips de memória semicondutores são de 124 bilhões de dólares anuais, representando 30% da indústria de semicondutores.